# マカティ大学スタジアム
マカティ大学スタジアム（マカティだいがくスタジアム、英語: University of Makati Stadium、通称：UMak）は、フィリピンのマニラ首都圏・マカティにある多目的スタジアムである。

## 概要
マカティ大学の構内にある。収容人数は4,000人。主にサッカーや陸上競技の試合に用いられる。敷地内には水泳の飛び込み競技のための施設や、野球やソフトボールの練習用施設、ハンマー投ややり投用の施設など複数のスポーツ施設が集まっている。
2010年には、AFC U-16女子選手権2011予選グループAの会場として使用された。

## 交通アクセス
マニラ地下鉄のグアダルーペ駅から徒歩で約5～10分。